# موسى مالاغو
موسى مالاغو (بالإنجليزية: Moses Malagu)‏ (مواليد 2 نوفمبر 1972) هو ملاكم نيجيري، مثّل بلاده في الألعاب الأولمبية الصيفية 1992.

## روابط خارجية
موسى مالاغو على موقع أوليمبيديا (الإنجليزية)